# Arnoseris minima
Arnoseris
Genre
Espèce
Synonymes
- Arnoseris clavata Bubani, 1899[1]
- Arnoseris pusilla Gaertn., 1791[1]
- Hyoseris exigua Salisb., 1796[1]
- Hyoseris minima L., 1753[1]
- Lapsana gracilis Lam., 1779[1]
- Lapsana minima (L.) All., 1785[1]
- Lapsana pusilla Willd., 1803[1]

Arnoseris minima, l'Arnoséris, Arnoséris naine, Arnoséris minime, Porcelle des moutons ou Chicorée de mouton, est une espèce de plantes herbacées annuelles de la famille des Asteraceae et du genre Arnoseris. C'est la seule espèce de son genre (monotypique).

## Description

### Appareil végétatif

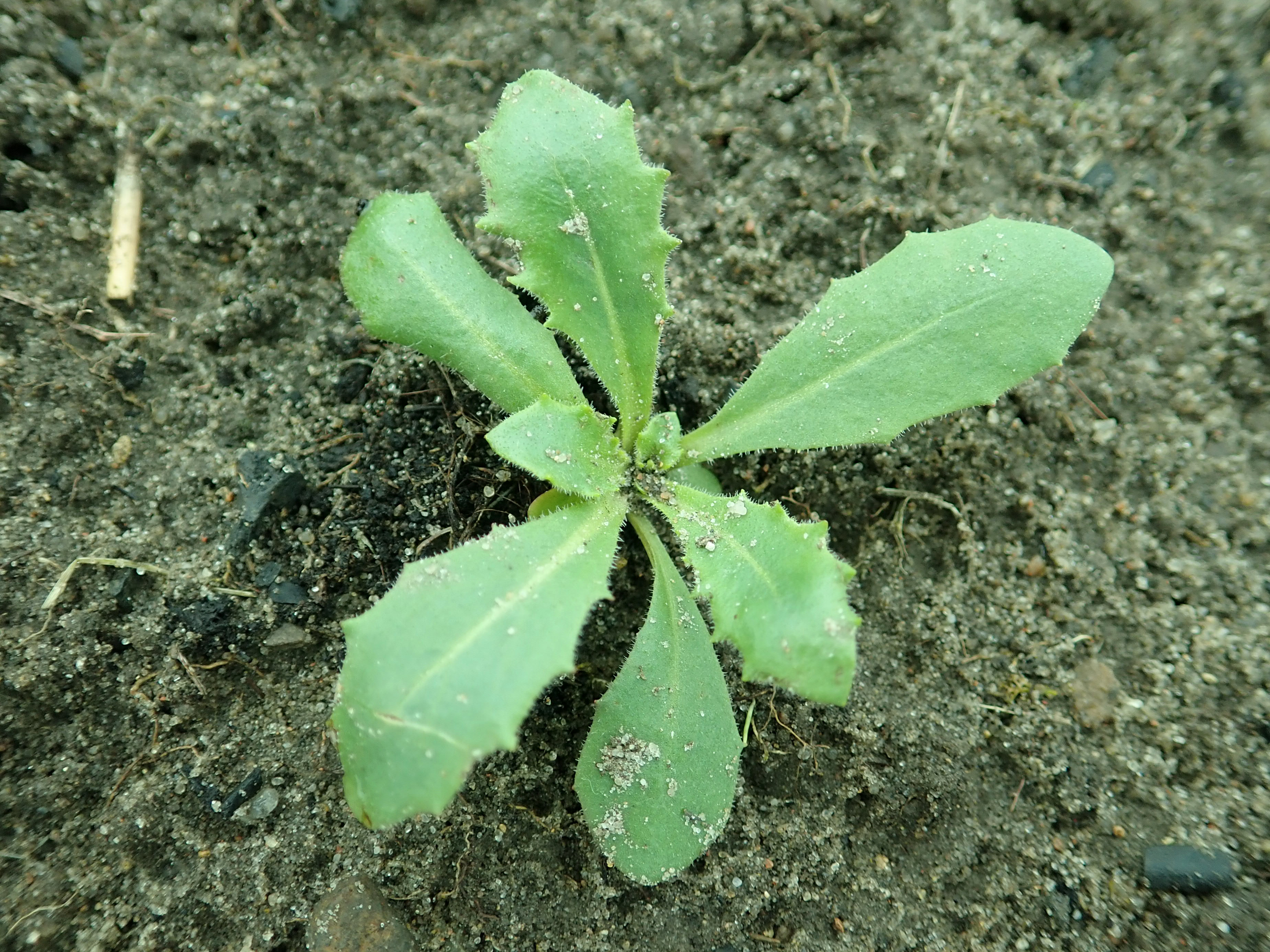
Rosette.

L'arnoséris naine est une plante annuelle de 10–30 cm de hauteur, glabrescente. Les feuilles sont toutes en rosette basale, simples, nombreuses, oblongues, plus ou moins dentées, atténuées à la base en court pétiole, obtuses ou aiguës. Il y a un risque de confusion, à l'état végétatif, avec les rosettes d'Hypochaeris glabra.

### Appareil reproducteur
La hampe florale est souvent unique, non feuillée, striée, simple ou ramifiée au sommet, régulièrement renflée-fistuleuse vers le sommet. Les capitules sont solitaires, terminaux, larges de 7–10 mm ; l'involucre est subglobuleux, pubescent, à 15–20 bractées lancéolées, acuminées, sur un rang, se recourbant en voûte à maturité, doublé d'un calicule à bractées très petites ; le réceptacle est nu, alvéolé. Les fleurs sont de couleur jaune citron. Les fruits sont des akènes de 1,5–2,25 mm, obovales, à dix côtes dont cinq peu marquées, dépourvus d'aigrette ; le pappus se réduit à une courte couronne de cinq lobes obtus. La floraison a lieu de juin à août.

## Habitat et écologie

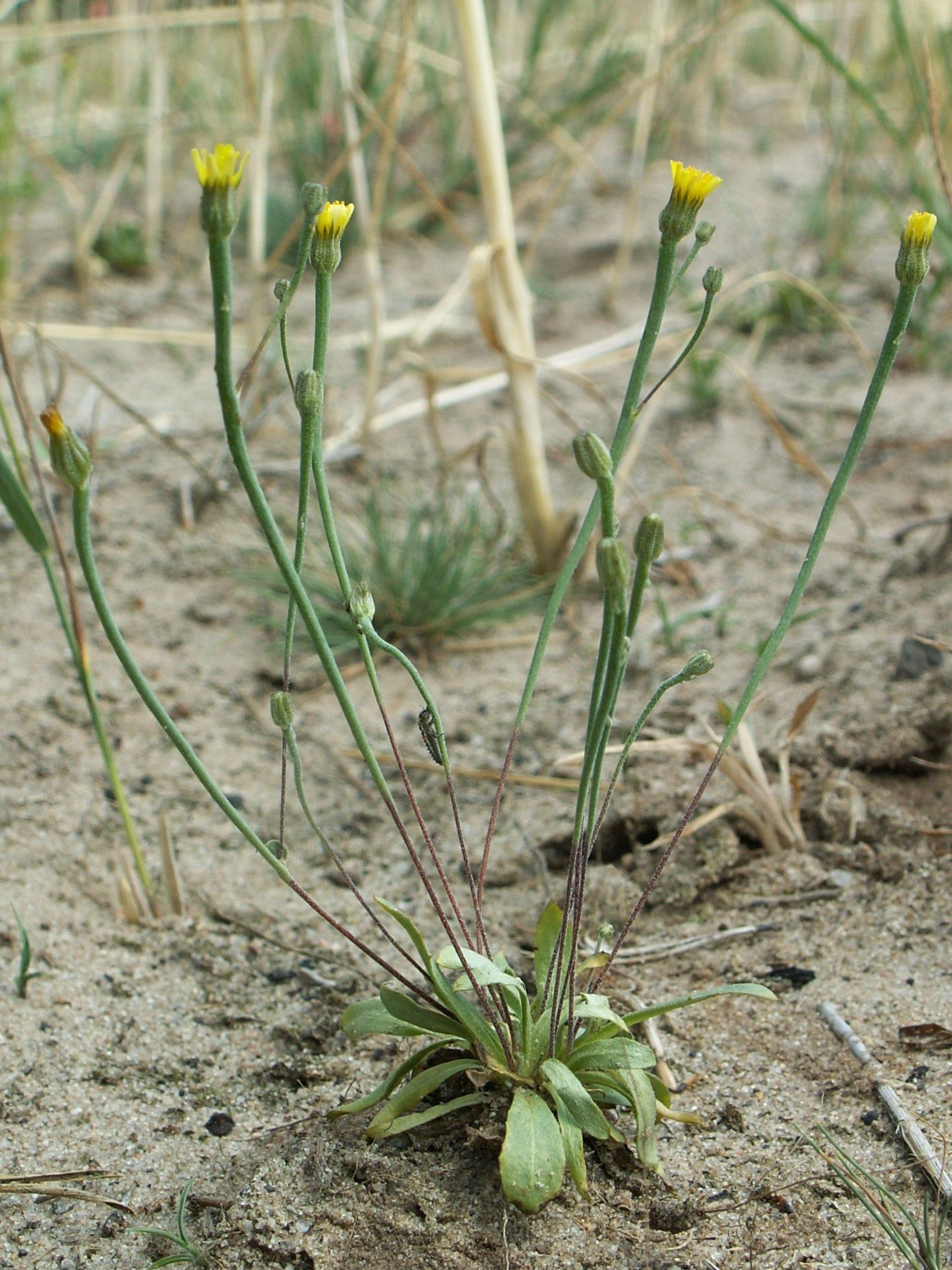
Aspect général sur sol sablonneux.

La plante est thérophyte. C'est une plante pionnière des milieux secs. C'est une espèce mésoxérophile à xérophile que l'on trouve sur sol sableux. C'est une acidiphile des moissons (Seigle, Avoine, Triticale), mais elle est aussi présente sur les coteaux et les pelouses arides, les chemins sablonneux et les cultures sur sable. Les habitats concernés sont les pelouses pionnières des dunes continentales (Corynephorion canescentis) et les moissons sur sols sablonneux (Scleranthion annui).

## Répartition

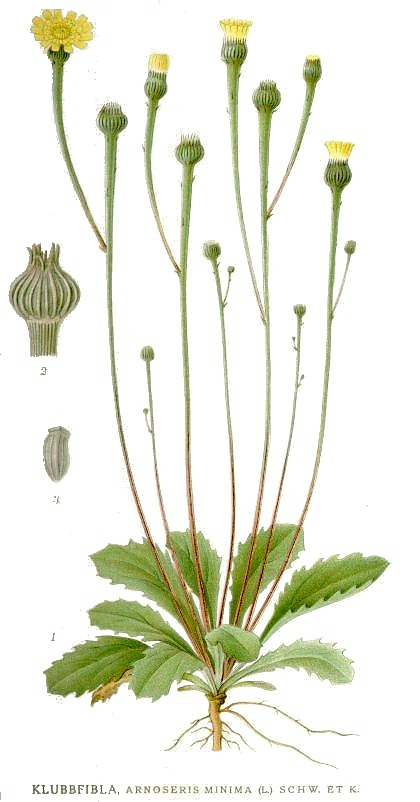
Illustration botanique.

La plante est originaire d'Europe occidentale et centrale. En France, elle est présente surtout dans les régions siliceuses, de l'étage planitiaire au montagnard supérieur (1 000 m) ; elle est quasi absente du sud-est et de la région méditerranéenne. L'espèce est également présente en Bourgogne et çà et là en région Centre.

## Menaces et conservation
Généralement assez rare, l'Arnoséris naine est souvent en régression, notamment dans les régions de plaine intensément cultivées. L'espèce est quasi éteinte en Île-de-France. Elle est menacée par la disparition de certains types de moissons sous l'influence des amendements et des engrais. Bien qu'en France elle soit en préoccupation mineure (LC) sur l'ensemble du territoire, elle est menacée à l'échelle de nombreuses régions ; elle est notamment en danger critique d'extinction (CR) en Basse-Normandie, Franche-Comté, Lorraine et a disparu de plusieurs régions.